# Erongarícuaro
Erongarícuaro  is een plaats in de Mexicaanse staat Michoacán. Erongarícuaro heeft 2521 inwoners (census 2005) en is de hoofdplaats van de gemeente Erongarícuaro.

## Kunstenaarskolonie
Erongarícuaro is gelegen aan het Pátzcuaromeer staat bekend als kunstenaarskolonie. Bekende personen die in Erongarícuaro hebben gewoond zijn onder anderen Lázaro Cárdenas, Leon Trotski, Frida Kahlo, Diego Rivera, Jean Charlot, Roberto Matta, Remedios Varo, Esteban Francis, Pierre Mabille, Benjamin Péret, Gordon Onslow Ford, César Moro, Miguel Covarrubias, Carlos Mérida, Wolfgang Paalen, Alice Rahon, Eva Sulzer en Brian Fey.
Het dorp was de filmlokatie voor El brazo fuerte, de eerste speelfilm van Giovanni Korporaal.